# Ambrosio José Gonzales
Ambrosio José Gonzales (3 de outubro de 1818 — 31 de julho de 1893) foi um general e revolucionário cubano que se tornou coronel no Exército dos Estados Confederados durante a Guerra Civil Americana. Como revolucionário, queria que os Estados Unidos anexassem Cuba. Durante a Guerra Civil Americana, atuou como Chefe de Artilharia no Departamento da Carolina do Sul, Geórgia e Flórida.

## Início de vida
Gonzalez nasceu na cidade de Matanzas, Cuba, em 1818. Seu pai era professor e fundador do primeiro diário da cidade. Sua mãe era membro de uma família local proeminente. Após a morte de sua mãe, seu pai o enviou, aos nove anos, para a Europa e a cidade de Nova Iorque, onde recebeu educação primária e secundária. Voltou a Cuba e frequentou a Universidade de Havana, onde obteve graduação em artes e ciências e mais tarde em direito, formando-se em 1839. Voltou a Matanzas e tornou-se professor e depois professor da Universidade de Havana, onde ensinava línguas (afirmou fluência em inglês, francês, espanhol e italiano): também foi bem instruído em matemática e geografia. Em 1845, após a morte de seu pai, viajou por dois anos na Europa e Estados Unidos, voltando a Cuba para retomar seu cargo na universidade.

## Revolucionário cubano
Em 1848, Gonzalez juntou-se a uma organização secreta chamada Havana Club que desejava que Cuba fosse anexada pelos Estados Unidos para libertar a ilha do domínio espanhol, um objetivo ativamente compartilhado por uma facção na política americana. O movimento estava encorajado por uma onda de expansionismo no país, particularmente no sul, após a anexação do Texas em 1845.
O Havana Club prosseguiu o seu objetivo de anexação aos Estados Unidos através de uma combinação de meios financeiros, diplomáticos e militares. Sua associação e influência com proeminentes sulistas dos Estados Unidos o levaram a autorizar um manifesto que encoraje a anexação de Cuba. No ano seguinte, Gonzales se interessou pelos planos revolucionários do general venezuelano Narciso López, que, em última instância, levaram várias expedições militares, conhecidas como filibusteros, a tentar libertar Cuba do domínio da Espanha. Entre 1849 e 1851, acompanhou López em várias de suas expedições filibusteras. As autoridades espanholas criaram uma armadilha para capturar López, mas ele conseguiu escapar e procurou asilo nos Estados Unidos.
Ainda em 1849, naturalizou-se um cidadão norte-americano por uma lei que oferecia cidadania para libertar brancos que viveram no país por pelo menos três anos antes dos 21 anos. Posteriormente, foi comissionado pela Junta de Havana para obter ajuda do general William J. Worth, veterano dos Estados Unidos na Guerra Mexicano-Americana. Junto de Worth, Gonzales deveria preparar uma expedição de cinco mil veteranos norte-americanos, que desembarcariam em Cuba e ajudariam os patriotas cubanos liderados por López, que compareceriam armados. O plano não se materializou por causa da morte prematura do militar veterano.
López e Gonzalez organizaram a expedição Creole com quarenta mil dólares que adquiriram depois de vender títulos cubanos. Entre os financiadores da expedição estava John A. Quitman, ex-general do Exército dos Estados Unidos, que também participou da Guerra Mexicano-Americana. López liderou a expedição com Gonzales como chefe de gabinete. Na noite de 19 de maio de 1850, López deu a ordem para avançar e Gonzales e seus homens atacaram o palácio do governador. A expedição falhou porque faltava o apoio das pessoas da ilha que não responderam ao chamado dos filibusteros e porque não eram compatíveis com os reforços militares espanhóis. Gonzalez, López e seus homens voltaram à Creole. Uma vez que a Creole voltou ao mar, foi perseguida pelo navio de guerra espanhol Pizarro e mudou de rumbo. A embarcação então dirigiu-se para Key West, Flórida, onde Gonzalez passou três semanas se recuperando das feridas do incidente. Em 16 de dezembro, López, Gonzalez, Quitman e os membros da fracassada expedição foram julgados em Nova Orleans por terem violado as leis de neutralidade; após três tentativas de condená-los, a promotoria foi abandonada.
Gonzalez estabeleceu-se em Beaufort, Carolina do Sul, após o fracasso de outra expedição de López para libertar Cuba em 1851. Nos Estados Unidos, ele continuou a buscar assistência para a independência cubana, reunindo-se com líderes políticos, incluindo o presidente dos Estados Unidos, Franklin Pierce, e o secretário de guerra Jefferson Davis.
Em 1856 casou-se com Harriet Rutledge Elliot, de 16 anos, filha de William Elliott (1788–1863), um proeminente plantador, escritor e senador do estado da Carolina do Sul. Ambrosio e Harriet Elliott Gonzales tornaram-se pais de seis filhos; Ambrose E. Gonzales (1857–1926), Narciso Gener Gonzales (1858–1903), Alfonso Beauregard Gonzales (1861–1908), Gertrude Ruffini Gonzales (1864–1900), Benigno Gonzales (1866–1937) e Anita Gonzales (1869–?).

## Guerra Civil Americana
Quando a secessão se aproximava, no final da década de 1850, González entrou em atividade como agente de vendas de vários fabricantes de armas de fogo, demonstrando e vendendo revólveres LeMat e Maynard Arms Company para as legislaturas estaduais do sul.
Após a eclosão da Guerra de Secessão, juntou-se ao Exército Confederado como voluntário na equipe do general Pierre Gustave Toutant Beauregard, que fora seu colega de escola em Nova Iorque. Gonzalez esteve ativo durante o bombardeio do Forte Sumter. Em seu relatório sobre as ações de 12 de abril, o general Beauregard escreveu o seguinte:

Segunda-feira, 6 de maio de 1861. Relatório Oficial do Bombardeio do Forte Sumter.
Para minha equipe de voluntários, Srs. Chisolm, Wigfall, Chesnut, Manning, Miles, Gonzales e Pryor: sou grato pela sua infatigável e valiosa assistência, dia e noite, durante os ataques a Sumter, transmitindo, em barcos abertos, minhas ordens quando convocadas, com entusiasmo e alegria, para as diferentes baterias, em meio a bolas caindo e explosões de granadas, o Capitão Wigfall sendo o primeiro em Sumter a receber sua rendição.
Eu sou, senhores, muito respeitosamente,
Seu servo obediente,
G. T. Beauregard,
Comando Geral do Brigadeiro

Gonzalez, que então serviu como assessor especial do governador da Carolina do Sul, apresentou planos para a defesa das áreas costeiras de seu estado natal. De acordo com o Major Danville Leadbetter numa carta ao Secretário de Guerra:
O projeto de defesa costeira auxiliar, apresentado pelo coronel A. J. Gonzalez, embora não seja considerado aplicável em toda parte, seja de grande valor em circunstâncias especiais. No exemplo assumido na Ilha de Edisto, onde as baterias móveis se apoiam em obras defensivas e dificilmente são expostas a surpresa e captura, um revólver de 24 libras, com duas pequenas armas, ralis e reconhecimento de cada uma das baterias fixas, provaria ser inestimável. Uma arma mais leve do que a de 24 libras, e bastante eficiente, pode ser inventada para tal serviço, mas esta é provavelmente a melhor disponível atualmente. Os arranjos propostos pelo coronel Gonzales para reforçar certos Postos marítimos expostos e ameaçados parecem ser judiciosos e merecer atenção.— Ambrosio José Gonzales
Posteriormente foi contratado como tenente-coronel de artilharia e designado para serviço como um inspetor de defesas costeiras. Em 1862 foi promovido a coronel e tornou-se chefe de artilharia do departamento da Carolina do Sul, Geórgia e Flórida sob o general John C. Pemberton. Foi capaz de afastar as tentativas de tiroteio da União para destruir estradas de ferro e outros pontos importantes na costa da Carolina, colocando sua artilharia pesada em carrinhos especiais para maior mobilidade. Em 30 de novembro de 1864, Gonzalez serviu como comandante de artilharia na Batalha de Honey Hill, a terceira batalha da Marcha para o Mar de Sherman travada em Savannah, Geórgia. Jefferson Davis, presidente dos Estados Confederados, recusou o pedido de promoção de Gonzalez a general seis vezes. As razões por trás da decisão de Davis eram que ele não gostava do general Beauregard, e González era um dos homens que o servira. Além disso, Davis não considerou que González era material de comando por causa de sua experiência com os fracassados flibusteiros cubanos e por causa de suas relações contenciosas com oficiais confederados em Richmond, Virgínia.